# Փ
Das P̕iwr (Փ und փ) ist der 35. Buchstabe des armenischen Alphabets. Der Buchstabe stellt den Laut [pʰ] dar und wird im Deutschen mit dem Buchstaben P transkribiert.
Es ist dem Zahlenwert 8000 zugeordnet. 

## Zeichenkodierung
Das P̕iwr ist in Unicode an den Codepunkten U+0553 (Großbuchstabe) bzw. U+0583 (Kleinbuchstabe) zu finden.